# Gödre
Gödre es un pueblo ubicado en el distrito de Hegyhát, en el condado de Baranya, Hungría.

## Superficie
Posee una superficie de 39,93 kilómetros cuadrados.

## Demografía
Hasta 2019 la población era de 781 habitantes, con una densidad de población de 19,56 habitantes por kilómetro cuadrado.